# Dimmu Borgir
Dimmu Borgir so norveška melodic/black metal skupina, ki je v svojem delovanju od leta 1993 postala najbolj poznana skupina v svoji zvrsti. Ime izhaja iz Islandščine, pomeni pa »Temen grad«. Klaviature, agresivne kitare, destruktivni bobni, surov vokal in primes melodičnih/opernih vokalov karaktezirajo njihov edinstven zvok.

## Zgodovina
Band so leta 1993 ustanovili Shagrath, Silenoz in Tjodalv. Inspiracijo za igranje so dobili v black metalu osemdesetih, heavy metalu in tudi v klasičnih avtorjih, kot sta Wagner in Dvorak. Svojo pot so začeli z albumom Inn I Evighetens Morke (V večnosti teme) pri založbi Necromantic Gallery Productions leta 1994. Album je bil razprodan v nekaj tednih, na koncu leta 1994 pa mu je sledil še For All Tid, prvi album v polni dolžini. Leta 1996 so izdali album Stormblåst, ki je s časom postal eden najpomembnejših albumov black metala. Je tudi zadnji album, katerega besedila so v celoti v Norveščini. Za angleščino so se odločili, ker večina njihovih poslušalcev besedil do tedaj ni razumela. Klaviaturist Stian Aarstad nato za nekaj časa zapusti bend zaradi služenja vojaške obveznosti, tako da ni bil prisoten na snemanju nove plošče Devil's Path (1996). To obdobje je zaznamoval tudi odhod basista Brynjarda Tristana, nadomestil ga je Nagash. Stian Aarstad se je nato vrnil na snemanje naslednjega albuma z naslovom Enthrone Darkness Triumphant. Na promocijski turneji, ki je albumu sledila, je imel Stian težave, saj ni imel veliko časa za bend, zato je bil odpuščen. Album Enthrone Darkness Triumphant je bil za Dimmu Borgirje velik uspeh, prodali so namreč več kot 150.000 plošč, posneli pa so jo pri slavni nemški založbi Nuclear Blast. Snemali so z velikanom metalske glasbe, frontmanom skupine Hypocrisy Petrom Tägtgrenom. Po turneji je skupina zaposlila novega klaviaturista Mustisa in Astennuta kot kitarista, da so igranja kitare razbremenili vokalista Shagratha. Album Spiritual Black Dimensions (1999) jih je še bolj utrdil kot kralje težkih zvokov. Zaradi osebnih pogledov na glasbo in družine (postal je oče) leta 1999 band zapusti bobnar Tjodalv. Pridruži se jim Nicholas Barker.
Leta 2000 so imeli namen izdati novi album Puritanical Euphoric Misanthropia, a se je to zgodilo šele leto kasneje, razloga pa sta bila dva: finančne težave ter dejstvo, da so kot velik bend dolgo obdelovali material za na ploščo. Za album so dobili tudi Norveškega Grammya v kategoriji »Metal for their masterpiece«. S svojo naslednjo ploščo Death Cult Armageddon, izdano leta 2003 so postali najpomembnejši black metal bend na planetu. Nekatere dele plošče so snemali tudi s Praškim simfoničnim orkestrom, kar daje njihovi glasbi unikaten zvok. Posneli so tudi prvi promocijski videospot Progenies Of The Great Apocalypse. Leta 2005 skupina ponovno posname kultni album Stormblåst z novim bobnarjem Hellhammerjem. 27. aprila 2007 pa je izšel njihov nov album In Sorte Diaboli, ki je ponovno postavil mejnike v žanru. Leta 2009 sta skupino zapustila ICS Vortex in Mustis, ker naj jima ne bi pripisali vsega vložka k skupini, zaradi česar Mustis razmišlja tudi o tožbi. Septembra 2010 je izšel album Abrahadabra, pri katerem je sodelovalo več kot sto glasbenikov. Album je nastajal 11 mesecev in Shagrath je zopet poprijel za klaviature. Da se obeta preobrat, namiguje videospot za skladbo 'Gateways', ki je drugačen od prejšnjih, kjer sta vladala črnina in ogenj. Prvič v zgodovini benda slišimo tudi ženski vokal.

## Diskografija
- Inn I Evighetens Mørke (1994)
- For All Tid (1994, 1997)
- Stormblåst (1996, ponovno posneto 2005)
- Devil's Path [EP] (1996)
- Enthrone Darkness Triumphant (1997, reis. 2002)
- Spiritual Black Dimensions (1999, reis. 2004)
- Puritanical Euphoric Misanthropia (2001)
- Death Cult Armageddon (2003)
- In Sorte Diaboli (2007)
- Abrahadabra (2010)
- Eonian (2018)

## Zasedba

### Trenutna zasedba
- Shagrath (Stian Thoresen) – vokal (1993–)
- Silenoz (Sven Atle Kopperud) – kitara (1993–)
- Galder (Thomas Rune Andersen) – kitara (2000–)

### Nekdanji člani
- ICS Vortex (Simen Hestnæs) – bas kitara (1999–2009)
- Mustis (Øyvind Mustaparta) – klaviature  (1998–2009)
- Stian Aarstad – klaviature (1993–1997)
- Tjodalv (Kenneth Åkesson) – bobni (1993–1999)
- Brynjard Tristan – bas kitara (1994–1996)
- Nagash (Stian Arnesen) – bas kitara (1996–1999)
- Kimberly Goss - klaviature (1997–1998)
- Astennu (Jamie Stinson) – kitara (1997–1999)
- Nicholas Barker – bobni (1999–2004)
- Tony Laureano – bobni (na nastopih 2004–2005 in 2007 na Invaluable darkness tour)